# ŽOK Vojvodina
Maillots
ŽOK Vojvodina est un club serbe de volley-ball fondé en 2005 et basé à Novi Sad, évoluant pour la saison 2011-2012 en Superliga.

## Effectifs

### Saison 2011-2012
Entraîneur : Uglješa Šegrt  Serbie 